# Julio César Cáceres
Julio César Cáceres López (San José de los Arroyos, 5 de outubro de 1979) é um treinador e ex-futebolista paraguaio que atuava como zagueiro. Atualmente comanda o Sportivo Luqueño.
Como jogador, Cáceres atuou em 65 partidas e marcou dois gols pela Seleção Paraguaia, além de ter sido convocado para as Copas do Mundo de 2002, 2006 e 2010.

## Carreira como jogador

### Início
Cáceres foi revelado pelo Olimpia, equipe na qual ele logo se firmou e sagrou-se campeão em 1999 e 2000 do Campeonato Paraguaio. Em 2002 conquistou a Copa Libertadores da América e em 2003 a Recopa Sul-Americana.

### Nantes e Atlético Mineiro
Em 2004 foi contratado pelo Nantes, da França, onde pouco atuou e sofreu várias lesões sérias.
Chegou ao Atlético Mineiro em 2005, por empréstimo, num ano em que o clube acabou sendo rebaixado para a Série B. Entretanto, Cáceres foi o 3° melhor zagueiro do Campeonato Brasileiro, de acordo com o ranking da Bola de Prata da revista Placar. Pelo alvinegro, foram 20 jogos, três gols e apenas uma expulsão.

### River Plate, Gimnástic e Tigres
Jogando um futebol limpo, o paraguaio chamou a atenção de vários clubes argentinos, mas quem o conseguiu por empréstimo (o passe dele era do Nantes) foi o River Plate, em janeiro de 2006.
Após uma breve passagem pelo Gimnástic, entre julho de 2006 e janeiro de 2007, Cáceres assinou contrato com o Tigres UANL, onde ficou até o fim de 2007.

### Boca Juniors
A sua excelente performance atraiu clubes da Inglaterra, Espanha e Áustria, mas foi na Argentina que ele voltou a jogar. Em janeiro de 2008 foi contratado pelo Boca Juniors, onde formou zaga com seu compatriota Morel Rodríguez.
Em outubro envolvou-se numa polêmica com o craque e capitão Juan Román Riquelme, ao afirmar que o meia argentino não corria em campo e não demonstrava motivação para defender a equipe.

### Retorno ao Atlético Mineiro
No dia 28 de janeiro de 2010, a sua volta ao Atlético Mineiro foi anunciada, via Twitter, pelo presidente Alexandre Kalil. O jogador assinou um contrato de dois anos com o clube. Apresentado no dia 2 de fevereiro, Cáceres afirmou que pretendia reconquistar sua vaga na equipe e buscava conquistar títulos.

### Retorno ao Olimpia
No dia 8 de janeiro de 2011, o presidente do Olimpia postou em seu perfil oficial no Facebook anunciando a contratação de Cáceres. O jogador rescindiu seu contrato com o Atlético Mineiro no dia 10 de janeiro para acertar com o clube pelo qual foi revelado.

## Seleção Nacional
Convocado desde 1999, ele estreou pela Seleção Paraguaia principal no dia 17 de abril de 2002, num amistoso contra a Inglaterra realizado em Liverpool.
Seu auge foi na Copa do Mundo FIFA de 2006, realizada na Alemanha, onde Cáceres formou uma grande dupla de zaga com o experiente Carlos Gamarra. No entanto, o Paraguai acabou eliminado ainda na fase de grupos.

### Participações em Copas do Mundo
| Mundial                    | Sede                  | Resultado        | Partidas |
| -------------------------- | --------------------- | ---------------- | -------- |
| Copa do Mundo FIFA de 2002 | Coreia do Sul e Japão | Oitavas de final | 4        |
| Copa do Mundo FIFA de 2006 | Alemanha              | Primera fase     | 3        |
| Copa do Mundo FIFA de 2010 | África do Sul         | Quartas de final | 1        |

## Títulos

### Como jogador
Olimpia
- Campeonato Paraguaio: 1999 e 2000
- Copa Libertadores da América: 2002
- Recopa Sul-Americana: 2003

Boca Juniors
- Recopa Sul-Americana: 2008
- Campeonato Argentino: 2008 (Apertura)

Atlético Mineiro
- Campeonato Mineiro: 2010